# Bramine Hubrecht
Abrahamina Arnolda Louise (Bramine) Hubrecht (Rotterdam, 21 juli 1855 – Holmbury St Mary, 5 november 1913) was een Nederlands schilder en tekenaar.

## Leven en werk
Hubrecht was een dochter van mr. Paul François Hubrecht (1829-1902) en Maria Pruys van der Hoeven (1824-1901) en een zuster van de hoogleraar Ambrosius Hubrecht en de schilderes Maria Hubrecht. Haar vader was onder meer secretaris-generaal van Binnenlandse Zaken en Staatsraad.
Hubrecht werd opgeleid aan de Haagse Academie van Beeldende Kunsten (ca. 1874-1878) en de Amsterdamse Rijksacademie (1878-1886) bij August Allebé. Ze schilderde stillevens, genre- en figuurvoorstellingen, landschappen en portretten. Ze exposeerde haar werk onder meer tijdens de tentoonstellingen van Levende Meesters (1880, 1895, 1903) in Amsterdam, de Nationale Tentoonstelling van Vrouwenarbeid 1898 en de tentoonstelling De Vrouw 1813-1913. Ze won prijzen in Antwerpen (1881), bij de World's Columbian Exposition in Chicago (1883) en München (1888). In 1885 werd ze benoemd tot erelid van het Koninklijk Belgisch Aquarellistengezelschap, ze was ook lid van Arti et Amicitiae en erelid van de Hollandsche Teeken Maatschappij.
Ze maakte in 1888 een portret van de zeventigjarige professor dr. Franciscus Cornelis Donders (1818-1889), een vriend van haar vader, en trouwde later dat jaar met hem. Getuigen waren onder meer Theodor Wilhelm Engelmann en Gijsbert van Tienhoven. In 1892 hertrouwde Hubrecht met dr. Alphonse Marie Antoine Joseph Grandmont (1837-1909). Na haar tweede huwelijk bracht ze haar tijd afwisselend door in Taormina (Sicilië) en op het Witte Huis in Doorn. Ze overleed in 1913, op 58-jarige leeftijd, op huize The Shiffolds in Holmbury St Mary, in het Engels graafschap Surrey. Haar werk is onder meer opgenomen in de collectie van het Rijksmuseum Amsterdam.

## Enkele werken

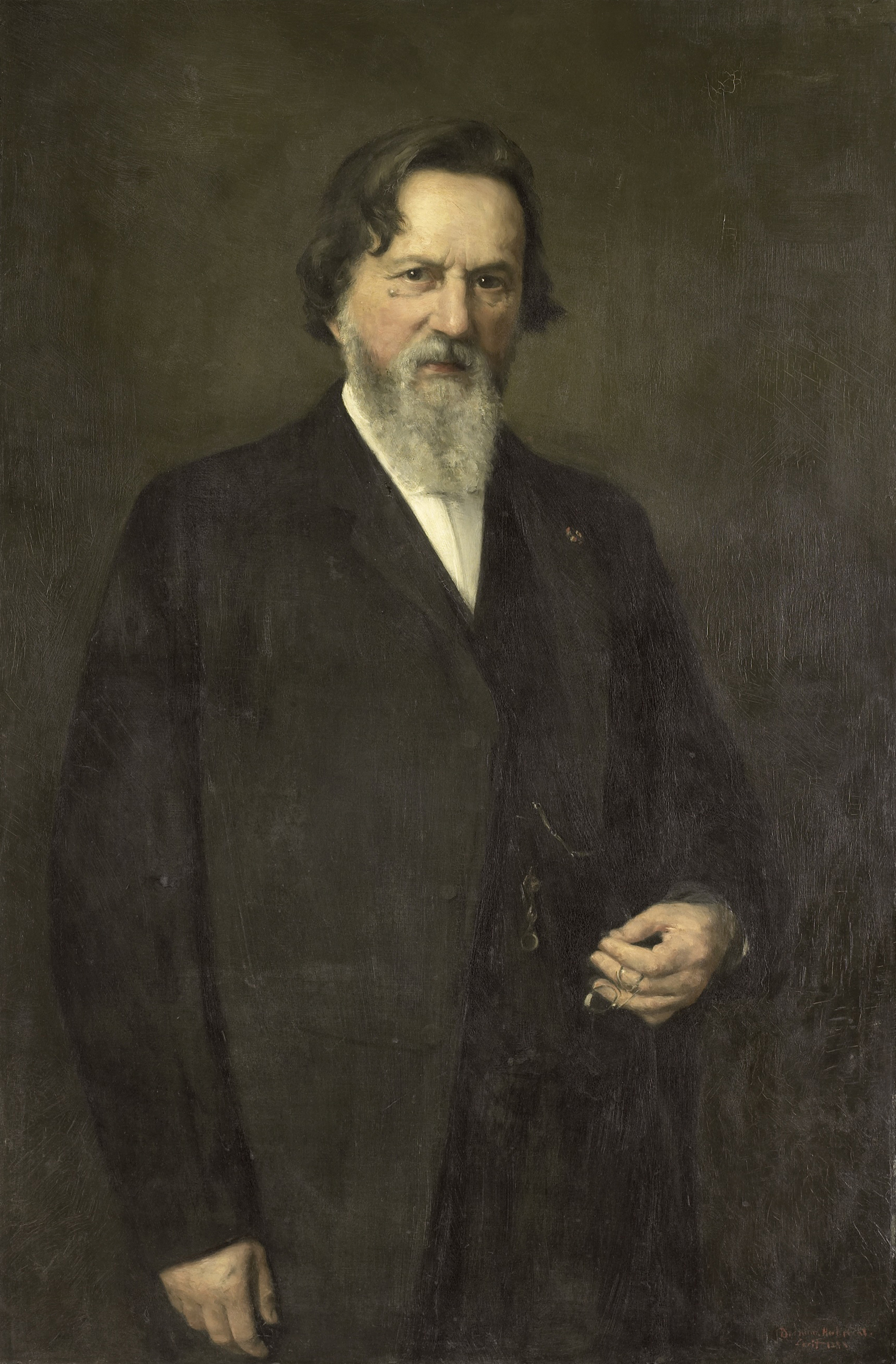
Echtgenoot F.C. Donders (1888)
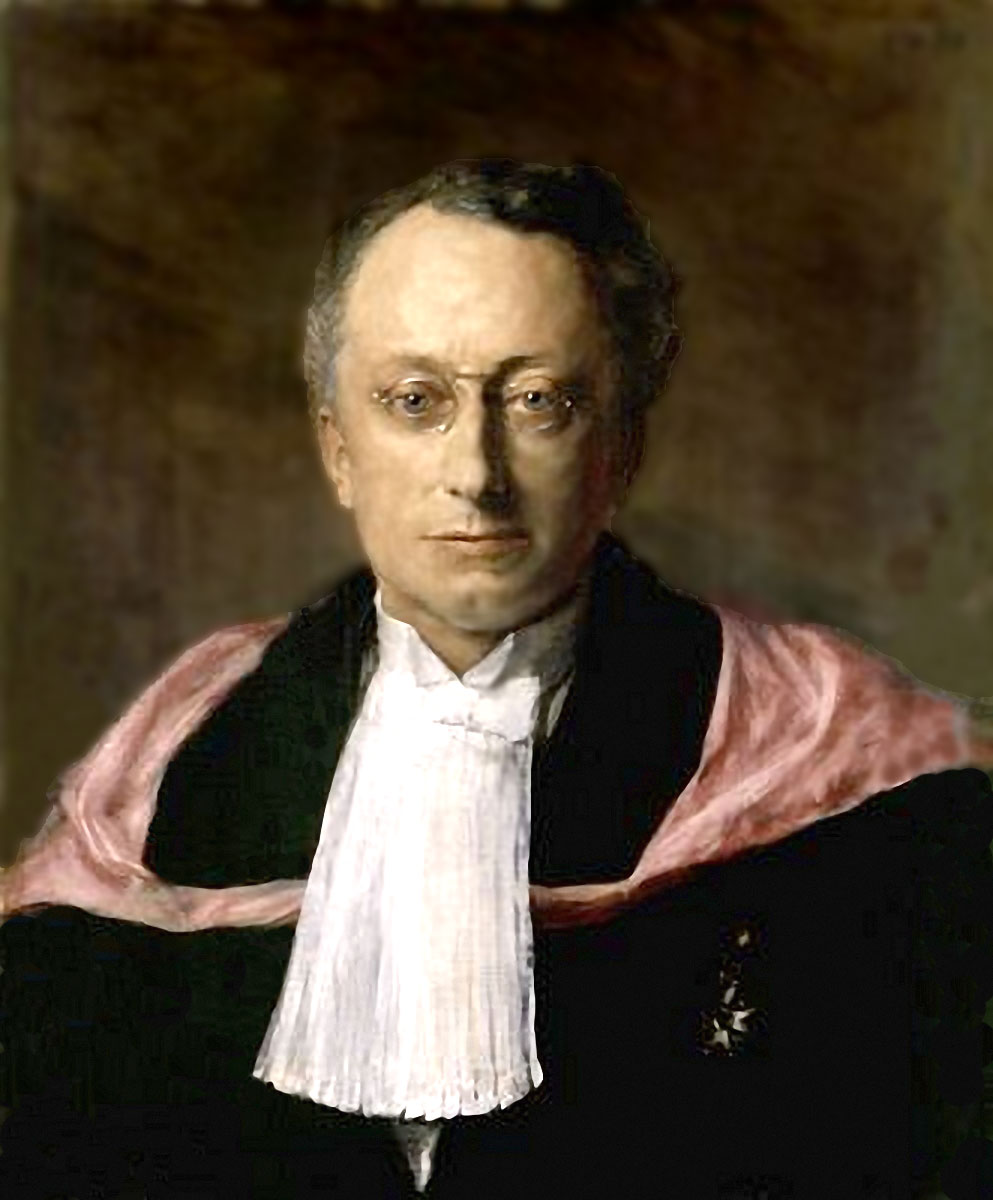
Broer A.A.W. Hubrecht (1903)
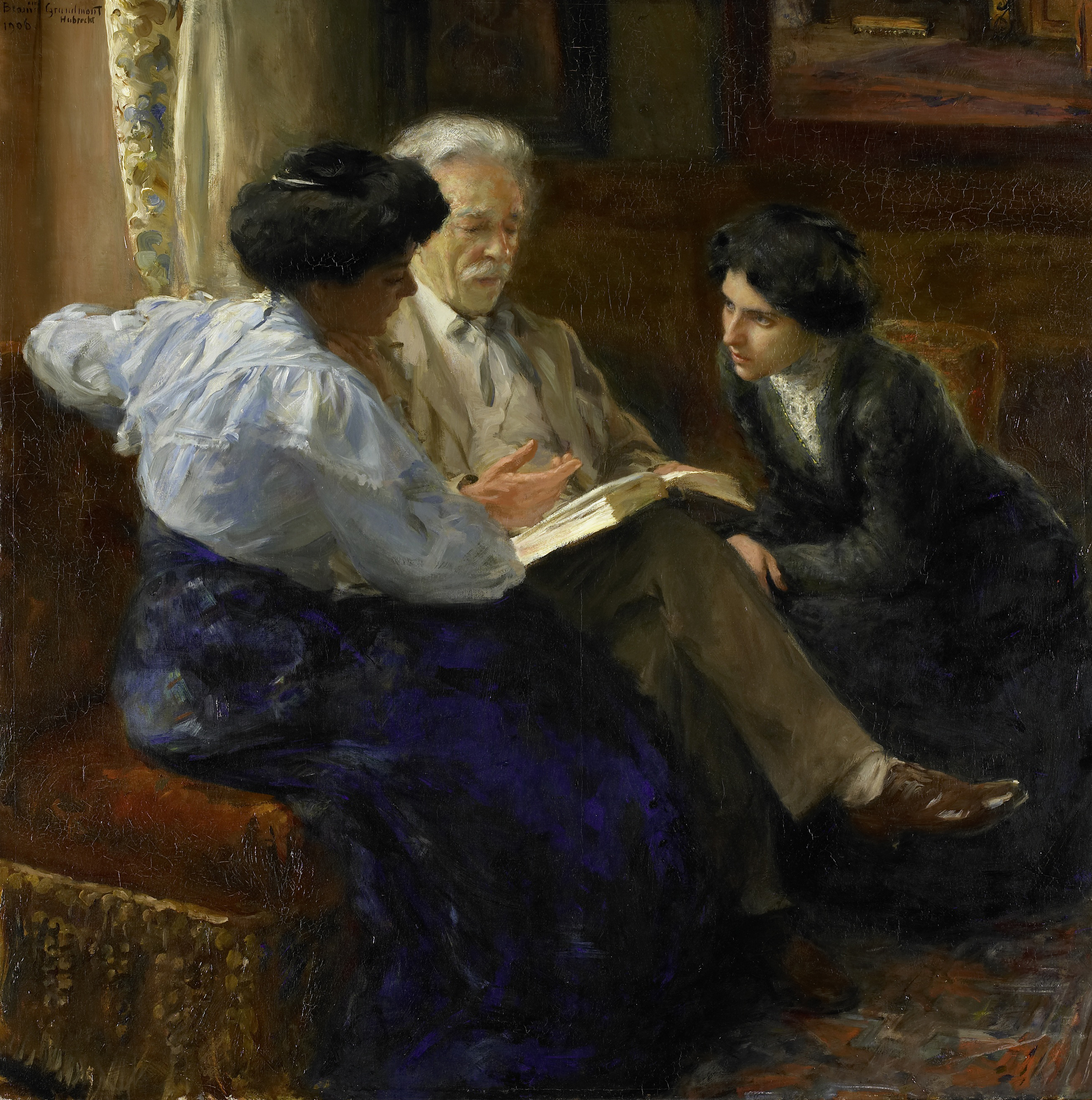
Echtgenoot A.M.A.J. Grandmont (1908)
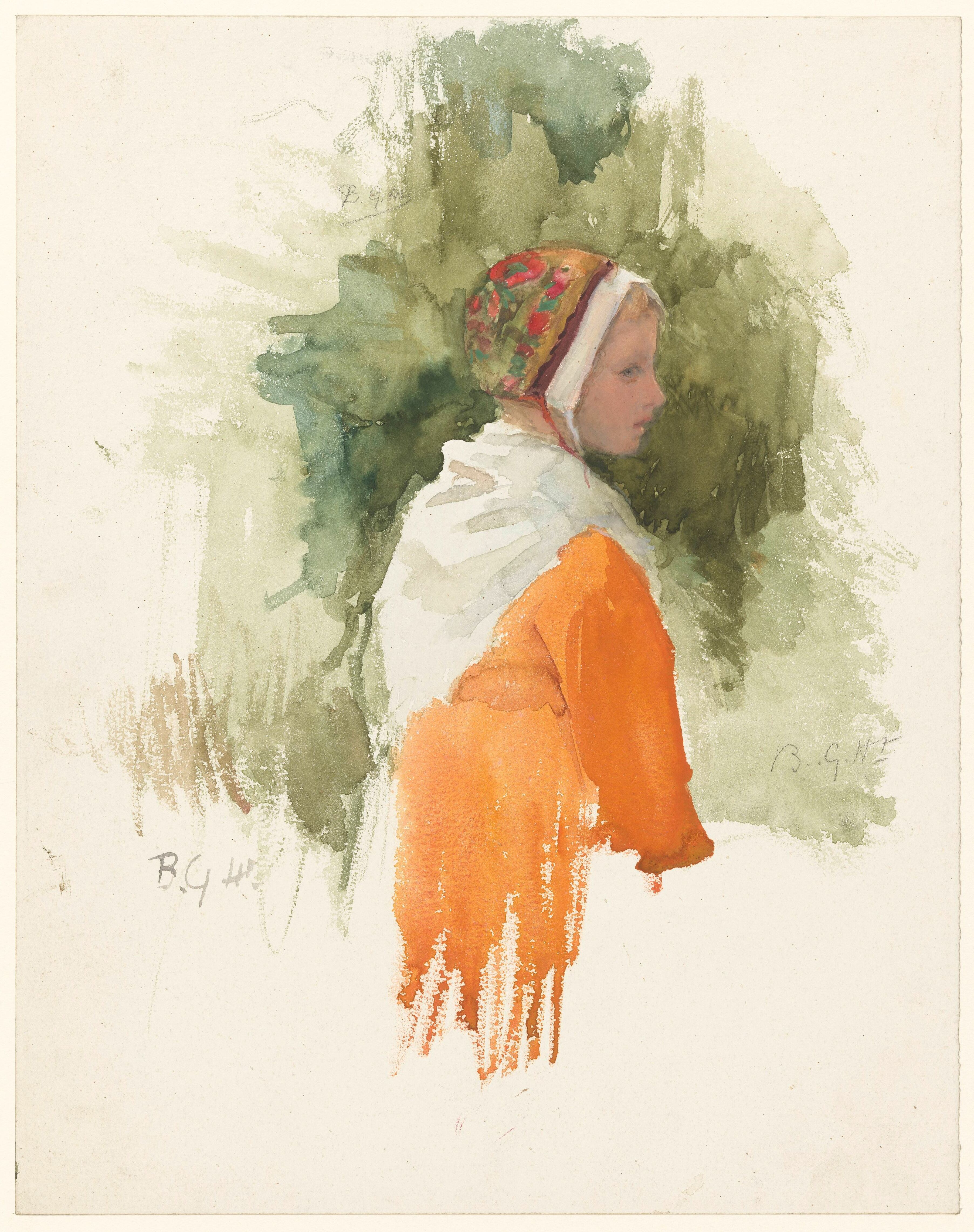
Meisje met kapje en oranje jurk

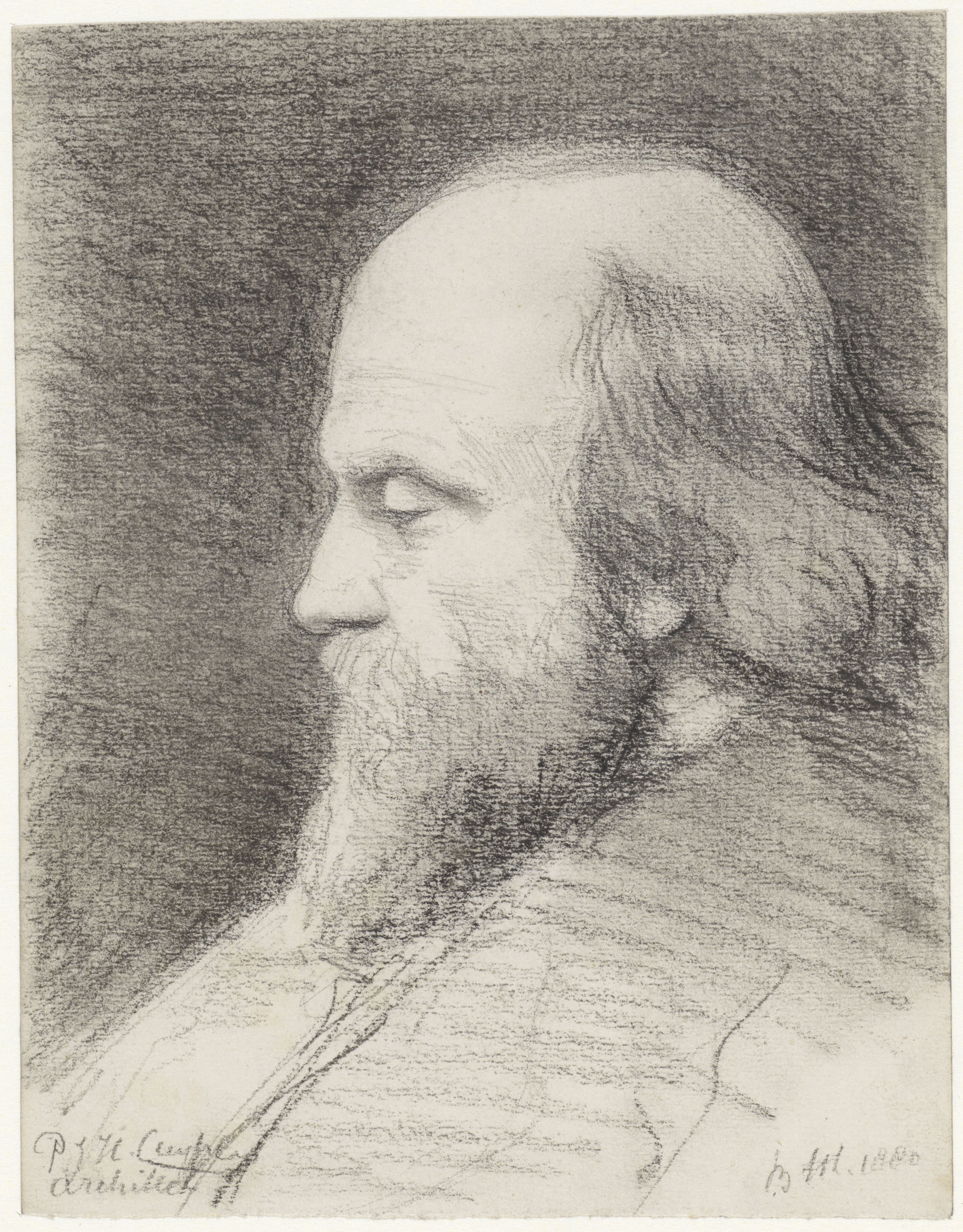
Pierre Cuypers
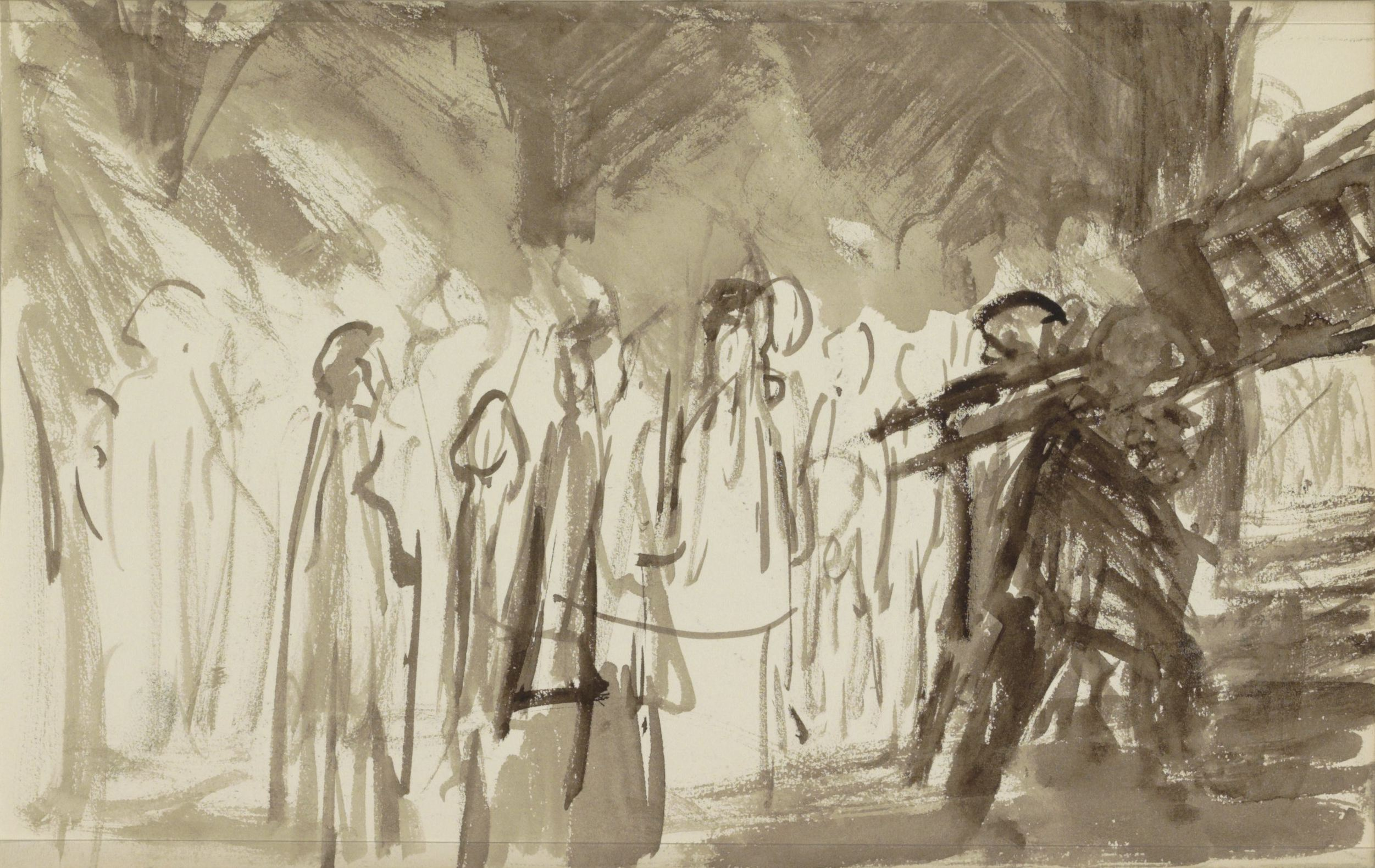
Begrafenis
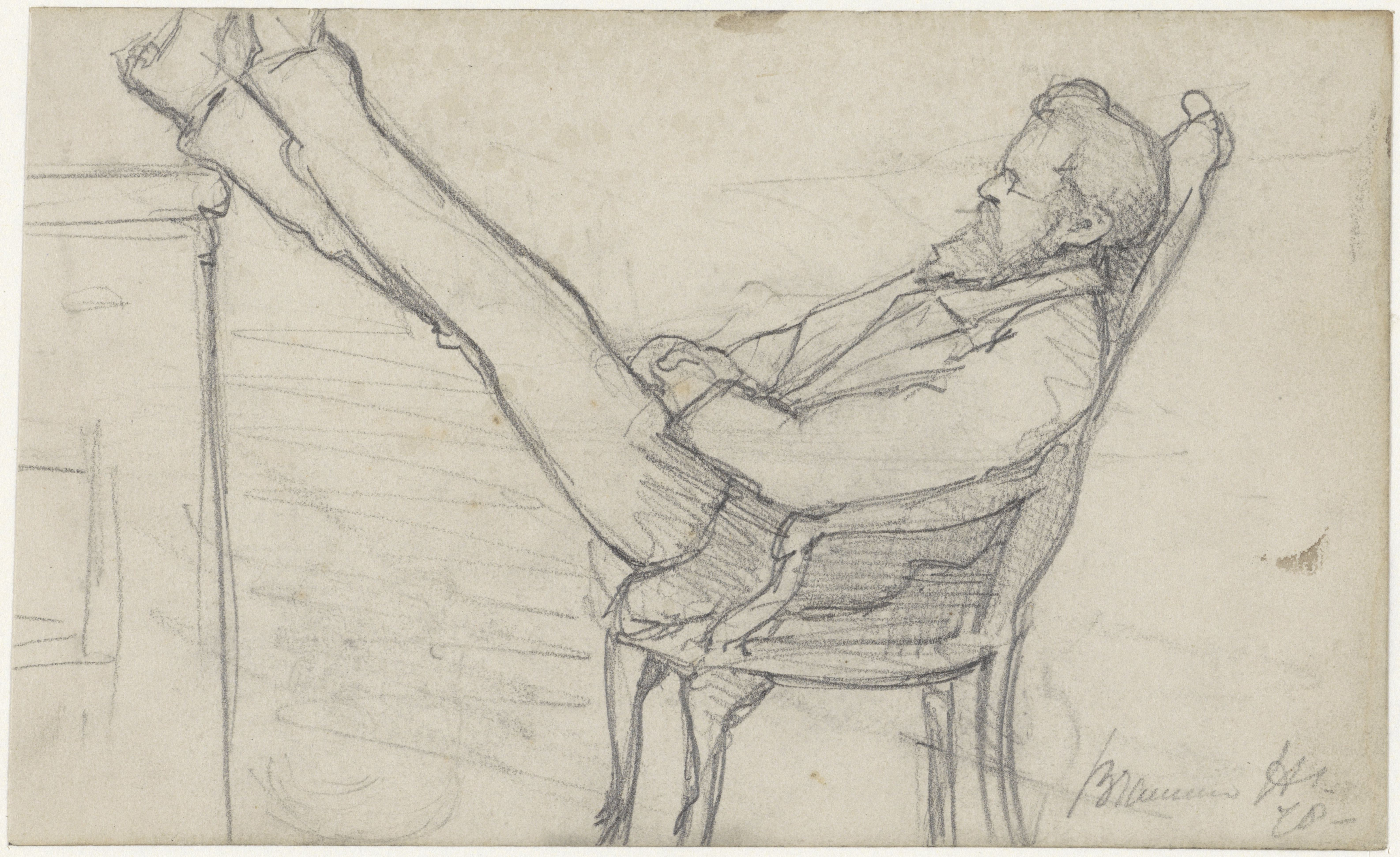
Victor de Stuers
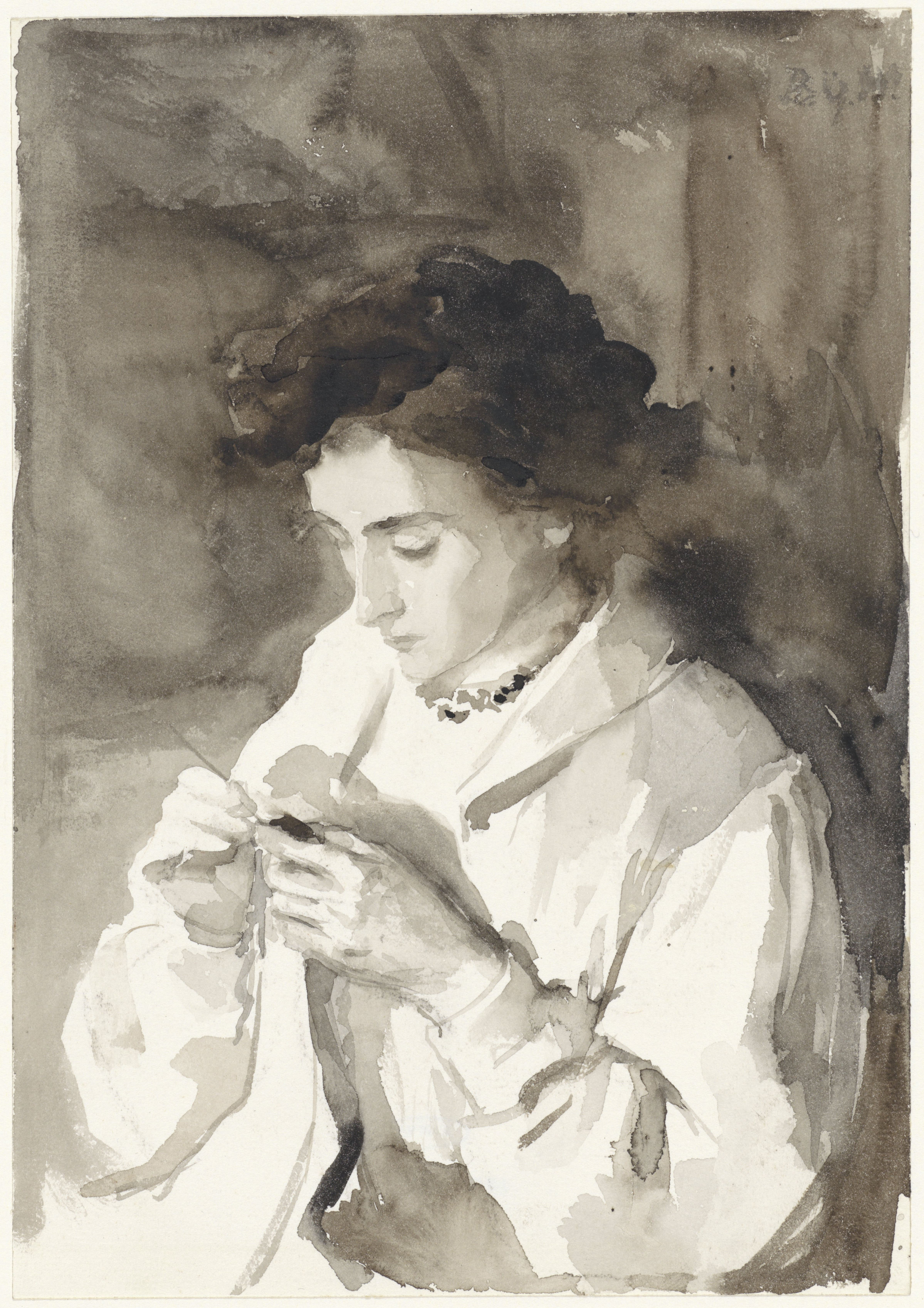
Hakende vrouw